# Kadekili-Diapá
Kadekili-Diapá (Kadekili-dyapá, Kadjikiri Djapá, Caduquilidiapa, Caduquilidiapá), pleme Kanamari Indijanaca, porodica Catuquinean, s rijeka río Itacoaí i igarapé Irari, pritoke Javaria u brazilskoj državi Amazonas. Jezik ili dijalekt naziva se i kadjikiri djapá.
Charles A. Zisa (1970) njihov jezik navodi kao dijalekt jezika Tawaré Indijanaca

## Vanjske poveznice
- katukina